# 沼津市役所

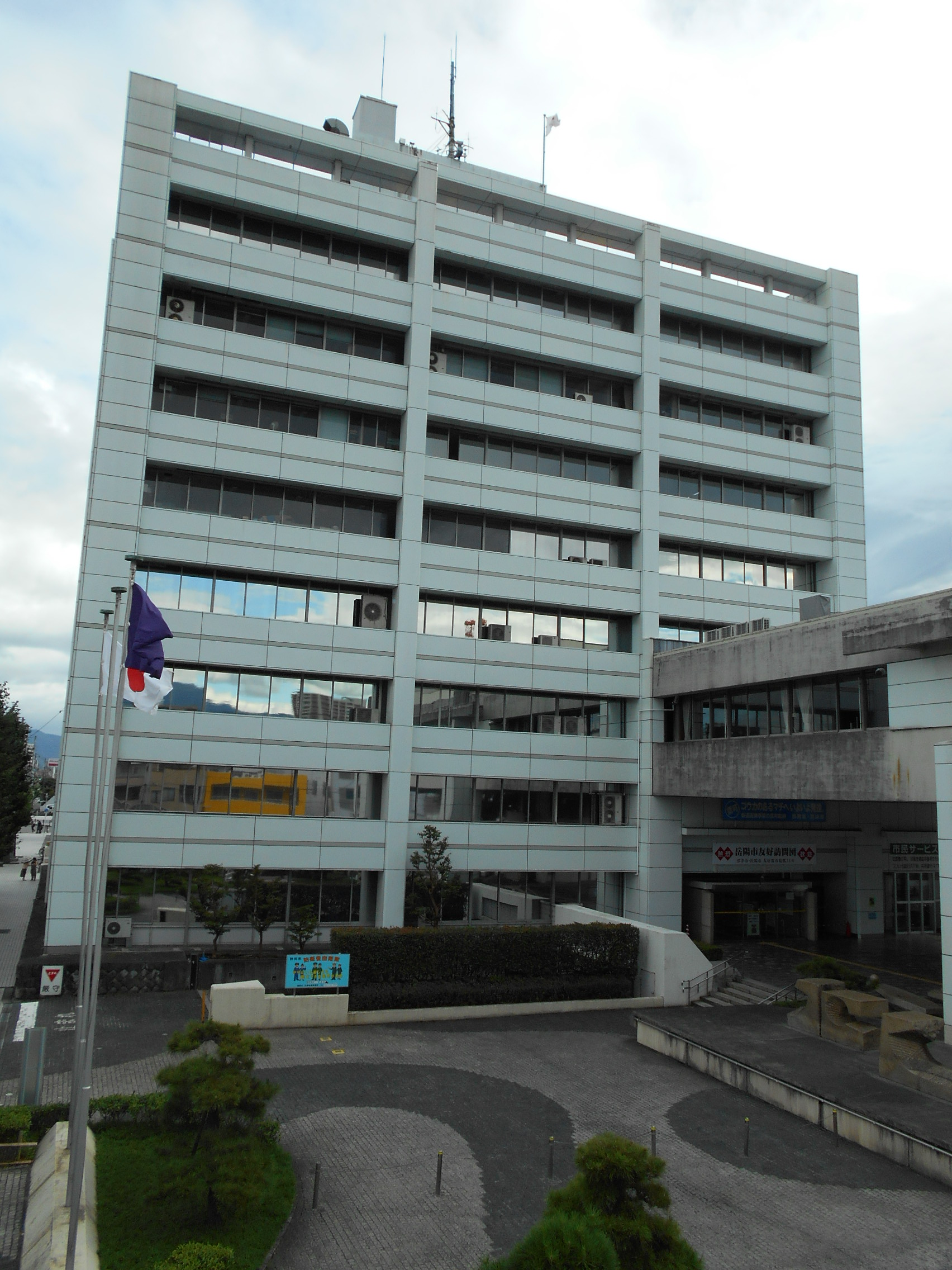
沼津市役所

沼津市役所（ぬまづしやくしょ）は、日本の地方公共団体である沼津市の組織が入る施設（役所）である。

## 本庁舎

### 所在地
- 〒410-8601
- 住所：静岡県沼津市御幸町16番1号

### 開庁時間
- 平日の8：30～17：15（市民課受付は17：00まで）

### アクセス
- JR沼津駅南口から徒歩12分。
- 東海バス、伊豆箱根バス、ビーバス（沼津市内南北循環バス）で「市役所前」下車。

### 市庁舎
| 階 | 概 要 |
| -- | --- |
| 8F | 情報システム課、工事検査課 |
| 7F | 消防本部（消防総務課、予防課、救急警防課、防災地震課）、選挙管理委員会事務局、監査委員事務局、教育委員会（教育総務課、学校管理課、学校教育課、文化振興課）               |
| 6F | 建設企画室、道路課、街路課、河川課、維持管理課、住宅営繕課、下水道管理課、下水道建設課、緑地公園課                                                                       |
| 5F | 商工振興課、農林農地課、観光交流課、沼津港振興対策室、水産海浜課、市街地整備課、計画課、推進課・整備課、まちづくり推進課、農業委員会、建築指導課                         |
| 4F | 秘書課、政策企画課、広域行政推進室、行政経営室、男女共生推進室、人事課・職員研修所、財政課・土地開発公社、中心市街地活性化プロジェクトチーム、収納対策プロジェクトチーム |
| 3F | 議会事務局、総務課、総務課（契約係）、管財課 |
| 2F | 市民相談センター、広報課、納税管理課、市民税課、資産税課、環境政策課、ISO推進室、交通対策課、ごみ対策推進課、施設課                                                      |
| 1F | 地域づくり推進課、国際交流室、市民まちづくり推進室、市民課、国民健康保険課、出納事務局 別館：社会福祉課、子育て支援課、障害福祉課、長寿介護課、介護保険課                |

## 戸田庁舎
所在地
- 沼津市戸田339

業務内容
- 戸田市民窓口事務所
- 地域づくり課、維持管理課、教育委員会、水道部、時間外

## 市民窓口事務所

### 業務内容
- 住所の異動、戸籍、印鑑登録、国民健康保険、国民年金等の届出の受付と、住民票の写し、印鑑登録証明書、戸籍全部事項及び個人事項証明書、市税にかかる証明書などの証明交付のほかに犬の登録、児童手当の申請の受付、マッサージ券・タクシー券の交付、事業系ごみ袋の販売などを取り扱っている。

### 受付時間
- 平日の8：30～17：00

### 所在地
浮島市民窓口事務所
- 沼津市平沼375-1

原市民窓口事務所
- 沼津市原1200-3

愛鷹市民窓口事務所
- 沼津市東原358-1

片浜市民窓口事務所
- 沼津市沼津市大諏訪182-1

金岡市民窓口事務所
- 沼津市江原町3-1

市内の公立小学校、沼津市立金岡小学校に併設（敷地内にある金岡地区センターの西側）してある。
大岡市民窓口事務所
- 沼津市大岡2357-1

静浦市民窓口事務所
- 沼津市獅子浜34

内浦市民窓口事務所
- 沼津市内浦三津122-60

西浦市民窓口事務所
- 沼津市西浦立保22-1

大平市民窓口事務所
- 沼津市大平2197-1

戸田市民窓口事務所
- 沼津市戸田339